# Pseudomonocelis schockaerti
Pseudomonocelis schockaerti är en plattmaskart som beskrevs av Curini-Galletti och Cannon 1995. Pseudomonocelis schockaerti ingår i släktet Pseudomonocelis och familjen Monocelididae. Inga underarter finns listade i Catalogue of Life.